# جان دوئر
جان دوئر (به انگلیسی: John Doerr) سرمایه‌دار و سرمایه‌گذار خطرپذیر آمریکایی است. در فوریه ۲۰۰۹، دوئر به عنوان یکی از اعضای شورای مشاور بهبود اقتصادی رئیس‌جمهور آمریکا منصوب شد تا در تلاش برای رفع رکود اقتصادی آمریکا به رئیس‌جمهور و دولت وی مشاوره دهد. در سال ۲۰۱۷، به گفتهٔ فوربز، وی چهلمین فرد ثروتمند فناوری شناخته شد. از ژوئیه ۲۰۱۷، فوربز دوئر را به عنوان ۱۰۵مین فرد ثروتمند در ایالات متحده و از ۱۶ فوریه ۲۰۱۸، ۳۰۳مین فرد ثروتمند جهان با دارایی خالص ۷٫۵ میلیارد دلار قرار داد. دوئر نویسندهٔ کتاب Measure What Matters است. در سال ۲۰۱۹، دارایی خالص وی تا ۷٫۷ میلیارد دلار افزایش یافت، که رتبهٔ ۲۱۵ام در لیست میلیاردرهای ۲۰۱۹ و ۵۶ام در لیست Midas: Top Tech Investors 2019 را به دست آورد.

## تحصیلات
دوئر در رشتهٔ مهندسی برق مدرک کارشناسی و کارشناسی ارشد از دانشگاه رایس دارد و مدیریت ارشد کسب‌وکار (MBA) را در مدرسهٔ کسب‌وکار هاروارد در سال ۱۹۷۶ کسب کرد.

## حرفه
دوئر در سال ۱۹۷۴ به شرکت اینتل پیوست، درست در زمانی که شرکت در حال تولید ریزپردازندهٔ ۸ بیتی اینتل ۸۰۸۰ بود. وی سرانجام به یکی از موفق‌ترین فروشندگان اینتل تبدیل شد. او همچنین دارای چندین حق ثبت اختراع برای دستگاه‌های حافظه است. در سال ۱۹۸۰، از کلاینر پرکینز به او پیشنهاد کار شد. اندرو گروو، رئیس اینتل به او گفت: «جان! سرمایهٔ خطرپذیر یک کار واقعی نیست. مثل این است که یک آژانس املاک و مستغلات باشی». وی در آن سال به کلاینر پرکینز پیوست، و از آن زمان توزیع بودجهٔ سرمایه‌گذاری خطرپذیر را به برخی از موفق‌ترین شرکت‌های فناوری در جهان از جمله کامپک، نت‌اسکیپ، سیمنتک، سان مایکروسیستمز، drugstore.com, آمازون، اینتویت، ماکرومدیا، و گوگل رساند.
دوئر از موفق‌ترین کارآفرینان جهان، از جمله لری پیج، سرگی برین، و اریک اشمیت از گوگل; جف بیزوس از آمازون; و اسکات کوک و ویلیام کمپبل از اینتویت پشتیبانی کرده‌است.

### بودجهٔ سرمایه‌گذاری
دوئر در هیئت مدیرهٔ صندوق‌های سرمایه‌گذاری مدارس جدید، صندوق اصلاح مدارس و مدارس دولتی و TechNet، یک شبکهٔ سیاست از مدیر عاملان با فناوری بالا که از آموزش و اصلاح دعاوی و سیاست‌های اقتصاد نوآوری حمایت می‌کنند، تأسیس کرده و به عضویت آن درآمد. دوئر با پروپوزال ۳۹ کالیفرنیا که آستانهٔ اوراق قرضه مصوب مدرسه را کاهش داد، و پروپوزال ۷۱ که ۳ میلیارد دلار بودجه برای تحقیقات کالیفرنیا در زمینهٔ درمان یاخته بنیادی ایجاد کرد، همکاری داشت. او در هیئت مدیرهٔ کمپین ONE که توسط بونو آغاز شده بود، برای مبارزه با فقر جهانی، به ویژه بیماری در آفریقا، فعالیت می‌کند. موفقیت وی در سرمایه‌گذاری خطرپذیر توجه ملی را به خود جلب کرده‌است. وی در فهرست «میداس» مجلهٔ فوربز قرار گرفته‌است و به عنوان یکی از برترین سرمایه‌گذاران خطرپذیر فناوری در جهان شناخته می‌شود.
دوئر از نوآوری در فناوری‌های انرژی پایدار برای مقابله با کاهش تغییرات آب‌وهوایی حمایت می‌کند و در مورد این موضوع فعالیت‌هایی انجام داده‌است. در یک کنفرانس تد در سال ۲۰۰۷، وی اظهارات دخترش تحت عنوان «نسل شما این مشکل را ایجاد کرد، بهتر است آن را برطرف کنید»، را به عنوان دعوت برای مبارزه با گرمایش جهانی ذکر کرد.
در سال ۲۰۰۸ او با استیو جابز ۱۰۰ میلیون دلار iFund کلاینر پرکینز را اعلام کرد و آیفون را «مهمتر از رایانهٔ شخصی» اعلام کرد زیرا «می‌داند شما کی هستید» و «کجا هستید». در آوریل ۲۰۱۰، وی به همراه سایر اعضای iFund از افزایش ارزش iFund با ۱۰۰ میلیون دلار دیگر خبر داد و این iFund را به بزرگترین مقصد برای سرمایه‌گذاری در جهان در صنعت برنامه‌های تلفن همراه تبدیل کرد.
وی در حال حاضر در هیئت مدیره‌های گوگل , Amyris Biotech , Tradesy و Zynga فعالیت می‌کند. دوئر در سال ۲۰۱۲ مبلغ ۱۵۰ میلیون دلار سرمایه‌گذاری کلاینر پرکینز در توئیتر را هدایت کرد.
در سال ۲۰۱۳ او در DreamBox که توسط صندوق رشد مدرسهٔ چارتر خریداری شده‌است سرمایه‌گذاری کرد. دوئر همچنین سرمایه‌گذاری اولیه را در شرکت بلوم انرژی تأمین کرده بود. او یکی از حامیان اصلی شرکت آموزشی، Remind است.
هنگامی که الن پائو برای اولین بار به کلاینر پرکینز پیوست، دوئرمربی او بود. قبل از تغییر نظر در سال ۲۰۱۲، وی به دلیل به چالش کشیدن کسانی که به او عملکرد منفی می‌دادند مشهور بود.
دوئر در هیئت مدیره بنیاد اوباما و ONE.org فعالیت می‌کند.

## هیئت مشاوره بهبود اقتصادی
در فوریه ۲۰۰۹، دوئر از طرف باراک اوباما به عنوان یکی از اعضای شورای مشاوره بهبود اقتصادی ایالات متحده منصوب شد تا در زمینهٔ رفع رکود اقتصادی آمریکا به رئیس‌جمهور و دولت وی مشاوره دهد.

## جوایز
در سال ۱۹۹۷، دوئر به دلیل موفقیت‌هایش در تجارت به عنوان فارغ‌التحصیل برجسته دانشگاه رایس لقب گرفت.
در سال ۲۰۰۹، دوئر به عنوان یکی از اعضای فرهنگستان هنر و علوم آمریکا انتخاب شد.
در سال ۲۰۱۰، دوئر در تالار مشاهیر کالیفرنیا معرفی شد.
در سال ۲۰۱۹، دوئر جایزه Golden Plate را از آکادمی موفقیت آمریکا دریافت کرد.

## سیاست
در آوریل ۲۰۱۳، یک گروه لابی گری به نام FWD.us (با هدف لابی برای اصلاحات مهاجرت و پیشرفت در آموزش) راه‌اندازی شد که جان دوئر به عنوان یکی از بنیان‌گذاران نامگذاری شد. دوئر از طرفداران حزب دموکرات است و در موارد مختلفی میزبان جمع‌آوری کمک‌های مالی برای آنها بوده‌است.